# New Order II (Stargate SG-1)
New Order II (Nuevo Orden, Parte 2) es el segundo episodio de la octava temporada de la serie de televisión de ciencia ficción Stargate SG-1, y el episodio N.º 156 de toda la serie.

## Trama
Con una nave Goa'uld en camino para atacar la Tierra, la Dra. Elizabeth Weir decide tomar prisioneros a los dignatarios Goa'uld Camulus, Amateratsu, Yu y su Principal Oshu. En Orilla, en tanto, el Asgard Penegal informa a Thor y a Teal'c que varios bloques de Replicadores han caído al planeta, y comenzado a infectar los sistemas necesarios para salvar las conciencias y los cuerpos clonados de los Asgard, por lo que ahora es imposible evacuar a los habitantes de la colonia; si no detienen a los Replicantes estos Asgard morirán en sus nuevos cuerpos clonados. 
En la Tierra, el Prometeo se encuentra a la espera de la Ha'tak, cuando detectan una nave saliendo del hiperespacio. Sin embargo, esta resulta ser el Daniel Jackson, la nave de Thor. 
En el SGC, Daniel informa que la nave en camino fue destruida por Baal, y que los Señores del Sistema se están rindiendo, cuando súbitamente es teletransportado a bordo de la nave de Thor. Tras informarle de la situación en Orilla, Thor teletransporta al Coronel O'Neill desde la Antártida, esperando encontrar en el conocimiento de los Antiguos en su cerebro, la clave para destruir a los Replicadores. 
Mientras tanto, Samantha Carter despierta en una granja en Montana, donde su novio, Pete Shanahan, se halla alimentando el ganado. Pete le dice que ella hace un año que dejó el SGC debido al estrés mental, y además, desde entonces ha estado en tratamiento a causa de terribles pesadillas. Aunque escéptica de que todo sea real, Carter finalmente acepta tomar desayuno.
Rumbo a Orilla, Thor conecta la mente de O'Neill a la computadora de su nave, mientras una cápsula de éxtasis sustenta la vida de este. Thor explica que no sacara aún el conocimiento de su cerebro, ya que espera que la mente consciente del coronel podrá acceder directamente la información que están buscando. Tras unos minutos, O'Neill habla con ellos a través de las comunicaciones de la nave, e incluso se manifiesta como un holograma. Inmediatamente, comienza a trabajar en algo para derrotar a los Replicadores.
En CSG, Oshu, el Principal de Lord Yu, habla con la Dra. Weir para intentar convencerla de que los libere para luchar contra Baal (ya que si él derrota a los Señores del Sistema dominara la galaxia), o si deben, morir con honor. Después de discutir la situación con sus superiores, ellos aceptan liberar a los dignatarios Goa'uld. Sin embargo, Camulus le solicita a Weir asilo, ya que no tiene nada por luchar, puesto que su flota fue destruida antes de venir.
Por otro lado, Carter vive su nueva vida en Montana con Pete, aún escéptica de que sea real. Tras mucho insistir, ella consigue que Shanahan revele que en realidad es Quinto, quien ha vuelto a invadir su mente. Sin embargo, él además le confiesa que todo lo hace porque la ama.
En la nave de Thor, una alarma suena avisando que ya no puede mantener en estasis al Coronel. Antes de que Thor borre el conocimiento y lo reviva, O'Neill es capaz de terminar su trabajo. Con Jack ya despierto, Thor "materializa" el aparato desarrollado por este. Aunque O'Neill ya no recuerda el propósito de aquel dispositivo, Thor cree que puede ser un arma contra los Replicadores. Poco después, el Daniel Jackson llega a Orilla, donde el Asgard Penegal informa que los Replicadores en el planeta al parecer son controlados por un Replicador con forma humana. Si este Replicador escapo antes de la destrucción de su nave, SG-1 espera que esto signifique que Sam también sigue viva, aunque los Asgard reportan que no han detectado señales de vida de ella.
En tanto, Quinto intenta convencer a Carter para que viva bajo su cuidado, pero ella le dice que nunca será feliz así. Ante esto, Quinto le advierte que entonces ella vivirá aquí infelizmente por el resto de su vida.
En el SGC, los Señores del sistema Goa'uld finalmente son dejados irse el Portal, pero antes, Amateratsu dice a Weir que advierta a Camulus de que él será recordado como un traidor y cobarde por siempre.
Mientras Thor continúa investigando el dispositivo Antiguo, él es contactado por el Comandante Aegir de Walhalla, quien además de informar que han perdido contacto con la colonia en Orilla, dice que hallaron a un Replicador humano flotando en el espacio, el cual pronto es transportado por Thor a bordo de la nave. Él entonces lo utiliza para acceder a las comunicaciones entre los Replicadores, y tras unos minutos logra descubrir que la Mayor Carter sigue viva, dentro de una estructura Replicante cerca de una gran veta de Neutronio a las afueras de la colonia. Sin embargo, Quinto detecta la intromisión y logra reactivar al Replicador humano, el cual repara su daños, y empieza a tomar control de la nave. SG-1 intenta detenerlo, pero solo lo logra cuando el Coronel O'Neill instintivamente toma el dispositivo que él mismo construyó, y le dispara al Replicador, desintegrándolo. Gracias a que ahora sabe para sirve el aparato, Thor dice ser capaz de crear una versión más avanzada de este para eliminar a todos los Replicadores de Orilla. 
Mientras Thor prepara el arma, SG-1 es transportado al planeta para rescatar a Carter. Usando la nueva arma ellos destruyen fácilmente a cientos de los Replicadores que enfrentan hasta que el propio Quinto aparece y amenaza con matar a Carter. El equipo se detiene, y Quinto vuelve con Sam, a quien le revela que O'Neill ha desarrollado un arma contra su especie, y deben irse. SG-1 entonces ve cómo cientos de Replicadores huyen de la colonia y se lo informan a Thor. Ante esto, ellos deciden seguir destruyéndolos. A pesar de esto, Quinto se da cuenta de que no puede matar a Carter. Ella le dice que si le queda un poco de humanidad, y que si verdad la ama, entonces que la libere. En ese momento, SG-1 alcanza una gran nave Replicante en forma de araña, la cual logra entrar al hiperespacio, segundos antes de Thor, con el arma cargada, dispare una onda destructiva por toda Orilla, acabando con los Replicadores rezagados. El equipo cree que perdieron a Carter, cuando Thor informa de otra señal de vida cerca la cual resulta ser efectivamente Sam.
Algún tiempo después, Weir habla con O'Neill y le agradece todo lo que ha hecho para salvar el mundo, además de contarle que ella ha sido reasignada por el presidente para dirigir el proyecto de investigación del puesto de avanzada Antiguo en la Antártida. También le informa que el General Hammond estará a cargo del nuevo extraoficialmente denominado "Departamento de Seguridad Mundial", el cual supervisara el Comando Stargate, el sitio de los Antiguos en la Antártida, y el Proyecto X-303. Cuando el Coronel O'Neill le pregunta quién la reemplazará, ella le responde que él conoce al sujeto: el General de Brigada Jack O'Neill. 
Después de consultar las dudas que esto le acarrea con sus compañeros, Jack acepta la promoción y el nuevo puesto. 
Más tarde durante la ceremonia de cambio de mando, el nuevo general O'Neill anuncia que su primera orden como comandante de la base es la promoción de la mayor Samantha Carter al grado de teniente coronel.  
Mientras tanto, en una nueva nave replicante, Quinto ha terminado, usando el Neutronio alcanzado a extraer de Orilla, la creación de un nuevo replicador con forma humana: un duplicado de Samantha Carter, que él espera le ayudara a conquistar la galaxia.

## Artistas invitados
- Torri Higginson como la Dra. Elizabeth Weir.
- Patrick Currie como Quinto.
- Kira Clavell como Amaterasu.
- Steve Bacic como Camulus.
- Gary Jones como Walter Harriman.
- Kevan Ohtsji como Oshu.
- Vince Crestejo como Yu.
- David DeLuise como Pete Shanahan.
- James Bamford como Replicador.